# Dorysthenes hugelii
Dorysthenes hugelii är en skalbaggsart som först beskrevs av Ludwig Redtenbacher 1848.  Dorysthenes hugelii ingår i släktet Dorysthenes och familjen långhorningar.
Artens utbredningsområde är:
- Nepal.
- Pakistan.

Inga underarter finns listade i Catalogue of Life.